# (5556) 1988 AL
Az (5556) 1988 AL a Naprendszer kisbolygóövében található aszteroida. Ueda és Kaneda fedezte fel 1988. január 15-én.